# Estatuto dos Distritos Autónomos das Ilhas Adjacentes
O Estatuto dos Distritos Autónomos das Ilhas Adjacentes foi o diploma legal que estabeleceu durante a vigência da Constituição Portuguesa de 1933, ou seja durante o regime do Estado Novo, a organização específica da administração política e administrativa da chamadas Ilhas Adjacentes. O diploma foi aprovado pelo Decreto-Lei n.º 37 501, de 31 de Dezembro de 1940 (Diário do Governo n.º 214,de 31 de Dezembro de 1940).

## Enquadramento
A Constituição Portuguesa de 1933 estabelecia no §2.º do seu artigo 124.º que: A divisão do território das Ilhas Adjacentes e a respectiva organização administrativa serão reguladas em lei especial. Em execução desse comando constitucional foi promulgada a Lei de Bases da Administração do Território das Ilhas Adjacentes, aprovada pela Lei n.º 1967, de 30 de Abril de 1938 (Diário do Governo, I série, n.º 99, de 30 de Abril de 1938), a qual estabelecia que os distritos das ilhas adjacentes teriam um código administrativo específico que garantisse a autonomia de que gozavam desde 1895.
Aquela Lei de Bases foi regulamentada pelo Decreto-Lei n.º 37 501, de 31 de Dezembro de 1940, diploma que aprovou o Estatuto dos Distritos Autónomos das Ilhas Adjacentes, diploma cuja proposta foi elaborada por Marcelo Caetano, que para tal visitou demoradamente as ilhas e reuniu com as forças vivas locais.
O Estatuto estendeu pela primeira vez o regime autonómico ao Distrito da Horta, que nunca solicitara autonomia ao abrigo do regime de 1895, e revogou o anterior regime autonómico estabelecido pelo Decreto n.º 15 035, de 16 de Fevereiro de 1928, e pelo Decreto n.º 15 805, de 31 de Julho de 1928. Foi influente na elaboração deste diploma o I Congresso Açoriano, que reuniu em Lisboa, de 8 a 15 de Maio de 1928, a nata da intelectualidade açoriana da época.
O Estatuto dos Distritos Autónomos das Ilhas Adjacentes foi alterado pelo Decreto-Lei n.º 36 453, de 4 de Agosto de 1947 (Diário do Governo n.º 178 de 4 de Agosto de 1947), que o republicou na íntegra, mantendo-se em vigor, com poucas alterações, até 1975, altura em que foi parcialmente derrogado pela criação da Junta Regional dos Açores. Embora tal seja discutível à luz da interpretação formal da lei, na prática a sua vigência terminou a 3 de Fevereiro de 1976, data em que foi criada a Junta Regional da Madeira.
Nunca foi formalmente revogado, estando hoje porém quase totalmente derrogado pelos Estatutos Político-Administrativos das Regiões Autónomas Portuguesas e pelas disposições legais entretanto emanadas pelos órgãos de governo próprio das autonomias insulares.